# A Vat Pho óriás Buddha-szobra
A Vat Pho óriás Buddha-szobra (พระพุทธไสยาสน์) Bangkokban található, hossza 46 méter.

## A szobor
A szobrot III. Ráma sziámi király építtette a Vat Pho templomban 1832-ben. A 46 méter hosszú, 15 méter magas alkotás pihenés közben ábrázolja Buddhát. Bangkokban ez a legnagyobb, Thaiföldön pedig a harmadik a vallásalapítót ebben a testhelyzetben megörökítő óriásszobrok közül. Az alak az oldalán fekszik, fejét könyökben behajlított jobb kezén nyugtatja. A testhelyzet azt a pillanatot szimbolizálja, amikor Buddha eljut a Nirvánába, és számára véget ér az újjászületések sorozata. A szobor téglából készült, majd gipszbevonatot kapott, amelyet aranyfüsttel borítottak. Lábfejei három méter magasak és 4,5 méter hosszúak, talpai gyöngyházzal díszítettek. A díszítések – a buddhizmusban szakrális jelentőségű számnak megfelelően – 108 részre osztják a talpat. A szobor előtt 108 perselyt helyeztek el.